# Landgericht Friedberg (Bayern)
Das Landgericht Friedberg war ein von 1803 bis 1879 bestehendes bayerisches Landgericht älterer Ordnung mit Sitz in Friedberg im heutigen Landkreis Aichach-Friedberg. Die Landgerichte waren im Königreich Bayern Gerichts- und Verwaltungsbehörden, die 1862 in administrativer Hinsicht von den Bezirksämtern und 1879 in juristischer Hinsicht von den Amtsgerichten abgelöst wurden.

## Geschichte
Im Jahr 1803 wurde im Verlauf der Verwaltungsneugliederung Bayerns das Landgericht Friedberg errichtet. Dieses wurde dem Lechkreis und ab 1810 dem Isarkreis zugeschlagen.
Anlässlich der Einführung des Gerichtsverfassungsgesetzes am 1. Oktober 1879 wurde das Amtsgericht Friedberg errichtet, dessen Sprengel deckungsgleich mit
dem vorherigen Landgerichtsbezirk Friedberg war und aus den Orten Anwalting, Aulzhausen, Bachern, Baindlkirch, Burgadelzhausen, Dasing, Derching, Eismannsberg, Eurasburg, Freienried, Friedberg, Gebenhofen, Haberskirch, Harthausen, Hochdorf, Hochzoll (bis 1905 Friedbergerau), Höfa, Hörmannsberg, Kissing, Laimering, Lechhausen, Merching, Mering, Meringerau, Mühlhausen, Ottmaring, Paar, Pfaffenhofen an der Glonn, Rederzhausen, Ried, Rieden, Rinnenthal, Rohrbach, Roßbach, Sirchenried, Sittenbach, Sixtnitgern, Stätzling, Steinach, Taiting, Unterumbach, Weitenried, Wessiszell, Wiffertshausen, Wulfertshausen und Zillenberg bestand.